# بطبوط
خُبز البَطْبوط أو خبز المقلة هو أحد أنواع الخبز المغربي الأمازيغي التقليدي، يشتهر بملمسه الناعم ومذاقه الفريد. يُصنع من الدقيق وفي الكثير من الأحيان يدخل في تصنيعه كذلك السميد، ويعد بديل الخبز وخلطه بالسميد هو أحد الفروقات الجوهرية بينه وبين الخبز المصري.

## أصل و ايتيمولوجيا
يعود أصل البطبوط إلى المغرب حيث يعد واحد من أشهر خبز لدى المطبخ الأمازيغي المغربي. لقد تطور هذا الخبز على مر القرون ليصبح أحد أشهر أنواع الخبز في جميع أنحاء البلد.
يعود أصله إلى صناعة الخبز على الطريقة التقليدية في البيوت الأمازيغية حيث كانت النساء تحضره باليد، باستخدام مكونات بسيطة مثل الدقيق والخميرة والملح والماء.
تسمية بطبوط هي نفسها في جميع أنحاء المغرب فإنها مشتقة من الدارجة المغربية و تعني حرفياً "الدهس" أو "المسطح". يشير اسم "بطبوط" إلى طريقة تحضير هذا الخبز حيث يترجم الاسم طريقة تشكيل العجينة : يتم تسطيحها يدويًا للحصول على شكل دائري ومسطح قبل وضعها في المقلاة لمدة خمسة دقائق.
ليس هناك علاقة بين البطبوط و المطلوع و المخمار، فالمطلوع و المخمار خبز ذاث وصفات أخرى يتناوله المغاربة.
يتميز البطبوط عن أنواع الخبز التقليدية الأخرى بقوامه الناعم. على عكس أنواع الخبز المغربي الأخرى مثل "خبز الشعير" أو "خبز الشيار"، لا ينتفخ البطبوط كثيرًا عند طهيه، مما يمنحه ملمسًا خفيفًا و مُهوء .

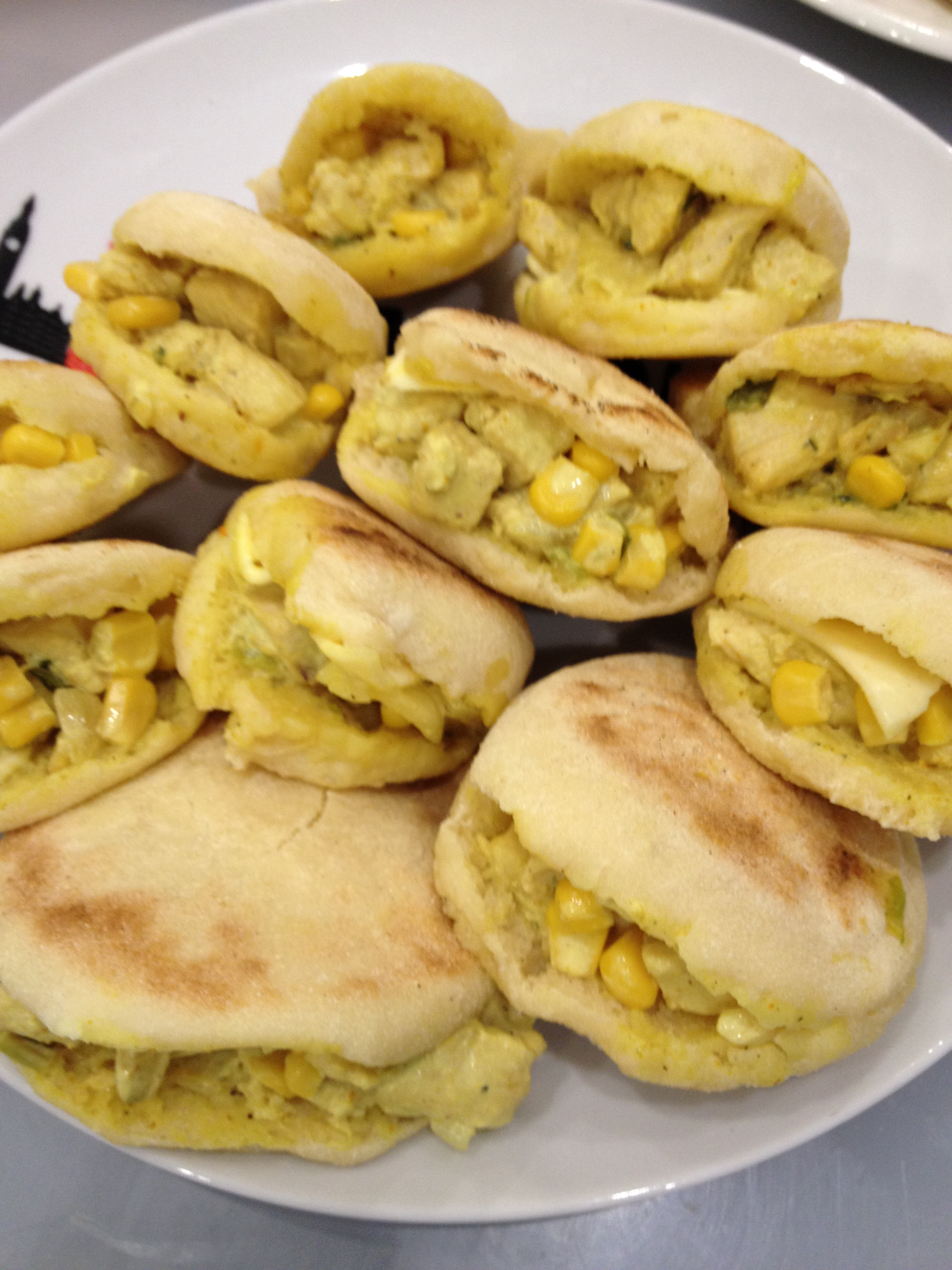
بطبوط محشو

## كيفية تناوله
يتم تناول البطبوط بمكونات و أشكال عديدة منها الحشوة ليصبح البطبوط نوع من الفطائر السريعة.
يتناوله المغاربة مع الزبدة والعسل في الصباح و أثناء الفطور و العشاء و يتم حشوه بالعديد من المكونات كالتونة، الفلفل الحلو أو الزعلوك المغربي، البيض، الجبن والمايونيز.
يمكن أن يؤكل الببطوط بدون حشوة أو كمرافق لأطباق مثل السلطات والحريرة المغربية.